# Veen (Alpen)
Veen, bis 1969 eine eigenständige Gemeinde zuletzt im Amt Alpen-Veen und dem Kreis Moers, ist heute ein Ortsteil und eine der vier amtlichen Ortschaften der nordrhein-westfälischen Gemeinde Alpen im Kreis Wesel. Zur amtlichen Ortschaft Veen gehört des Weiteren der Ortsteil Bönninghardt-West.

## Lage
Veen liegt an der Kreuzung der Landstraße 460 und der Kreisstraße 23. Begrenzt wird der Ortsteil im Westen von Sonsbeck, im Norden von Xanten, im Osten von Xanten-Birten und im Süden von Bönninghardt, dem Haagschen Berg und Alpen.

## Geschichte
Der Name Veen hat sich aus „Utten Venne“ entwickelt. Es bedeutet so viel wie „Sumpfland“. Der Name stammt von der Familie, die von 1184 bis 1370 auf einer Burg am Rande des heutigen Ortskernes wohnte. Belegt ist ein Streit aus dem Jahre 1232 zwischen dem Dekan von St. Viktor Xanten und Herrn Veen, „Ritter Theoderich utten Venne“. Nach der Beilegung diese Streites wurde auf den Ländereien des Herren von Veen eine Kapelle errichtet und zur selbständigen Pfarrei erhoben. An der Stelle der Kapelle wurde die 1458 fertiggestellte St. Nikolaus-Kirche errichtet.
Am 7. März 1945 wollten kanadische Truppen in Veen einmarschieren. Sie stießen auf zunächst heftigen Widerstand von Wehrmacht-Verbänden, der auch am 8. März anhielt. Es kam zu Häuserkämpfen. Am Morgen des 9. März zogen sich die Wehrmacht-Truppen Richtung Rhein zurück. Das kanadische Lincoln and Welland Regiment zählte am 8. März 20 Tote und 55 Verwundete.
Am 1. Juli 1969 kam es im Rahmen der ersten Phase der Neugliederung in Nordrhein-Westfalen mit dem Gesetz zur Neugliederung von Gemeinden des Landkreises Moers zum Zusammenschluss der Gemeinden Alpen, Menzelen und Veen zur Gemeinde Alpen.

### Bevölkerungsentwicklung
- 1817: 0766[7]
- 1834: 0944[7]
- 1910: 1.809[8]
- 1931: 1.870[9]
- 1961: 1.892[10]
- 2011: 1.881[11]
- 2016: 1.887
- 2023: 1.762

## Politik

### Wappen, Siegel und Banner
Die Gemeinde Veen führte bis zu ihrer Eingemeindung ein Wappen, ein Siegel sowie eine Banner. Das Wappen wurde der ehemaligen Gemeinde Veen am 31. Juli 1962 verliehen. Zum selben Zeitpunkt dürften auch das Banner und das Siegel genehmigt worden sein.

Wappen
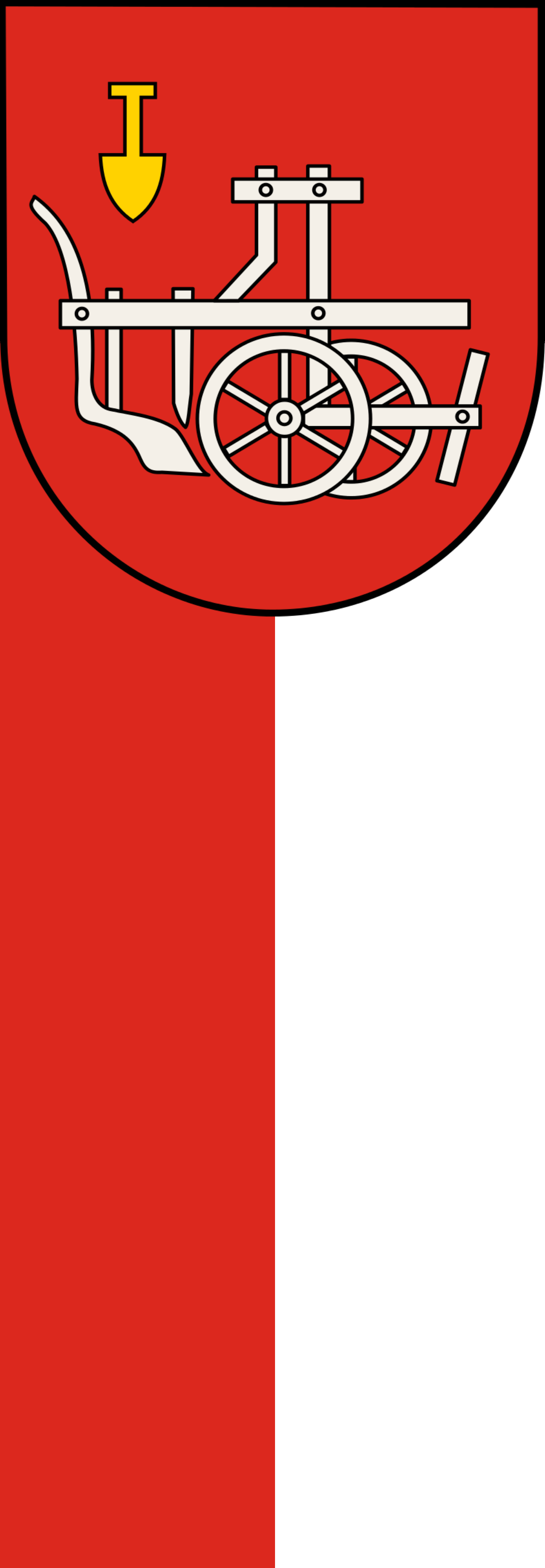
Banner

Wappen
Blasonierung: In rotem Schilde ein nach links gerichteter, zweiräderiger silberner (weißer) Pflug, im rechten Obereck eine aufrechte goldene (gelbe) Schüppe.
Bedeutung: Der zweiräderige Pflug befand sich schon im ältesten bekannten Schöffensiegel von Veen aus der Mitte des 14. Jahrhunderts. Der Pflug im neuen Gemeindewappen ist dem des Siegels aus dem 15. Jahrhundert nachgebildet. Die Farben Rot-Silber sind die Wappenfarben der ersten Herren von Veen „utten Venne“. Die goldene Schüppe, wahrscheinlich ein Torfstecher, stammt aus dem klevischen Schöffensiegel „uit den Venne in den Wolfhagen“, einer Bauerschaft, die sich rund um den Dorfkern von Veen schmiegte. Dieses Siegel war auch bereits im 14. Jahrhundert vorhanden. Das Gold der Schüppe in Verbindung mit dem Rot des Schildes weist auf die ehemalige Herrschaft von Kleve hin.
Siegel
Das Siegel der ehemaligen Gemeinde Veen basiert auf dem Wappen Veens und ist mit dem Schriftzug „Gemeinde Veen“ umrundet, wobei das Wort „Gemeinde“ oben im Siegel steht und das Wort „Veen“ unten. Die beiden Wörter werden hierbei durch zwei heraldische Lilien beidseitig getrennt.
Banner
Das Banner der ehemaligen Gemeinde Veen ist in rot-weißen Tuchbahnen gestreift und trägt im gesamten Bannerhaupt das Wappen der ehemaligen Gemeinde.

## Bildung und Sport
In Veen gibt es eine Grundschule und mit dem SV Borussia Veen 1920 e. V. einen Sportverein mit verschiedenen Sportarten. Darüber hinaus sind u. a. die St. Nikolaus Schützenbruderschaft von 1581, die Sportschützen St. Nikolaus, das Tambour-Corps Veen, die Katholische Landjugendbewegung Veen und der Reiterverein „Eintracht Veen“ im Ort aktiv. Das Heimatmuseum „Haus der Veener Geschichte“ liegt ebenfalls im Dorf.

## Personen (Auswahl)
- Hans-Georg Ziebertz (* 1956), römisch-katholischer Theologe